# Atletica leggera alla XXIX Universiade - Lancio del disco femminile
Il lancio del disco femminile alla XXIX Universiade si è svolto dal 23 al 24 agosto 2017.

## Podio
| Oro     | Kristin Pudenz Germania     |
| Argento | Valarie Allman Stati Uniti  |
| Bronzo  | Taryn Gollshewsky Australia |

## Risultati

### Qualificazioni
Si qualificano alla finale le atlete che lanciano 55,00 m Q o le dodici migliori misure q.
| Posizione | Gruppo | Atleta             | Nationalità   | #1    | #2    | #3    | Risultato | Note |
| --------- | ------ | ------------------ | ------------- | ----- | ----- | ----- | --------- | ---- |
| 1         | A      | Valarie Allman     | Stati Uniti   | 53.12 | 58.33 |       | 58.33     | Q    |
| 2         | A      | Kristin Pudenz     | Germania      | 57.20 |       |       | 57.20     | Q    |
| 3         | B      | Stefania Strumillo | Italia        | 52.86 | 56.65 |       | 56.65     | Q    |
| 4         | B      | Taryn Gollshewsky  | Australia     | 56.39 |       |       | 56.39     | Q    |
| 5         | B      | Ischke Senekal     | Sudafrica     | 52.80 | x     | 56.04 | 56.04     | Q,   |
| 6         | B      | Kaur Kamalpreet    | India         | 52.94 | x     | 55.95 | 55.95     | Q    |
| 7         | A      | Daria Zabawska     | Polonia       | 55.43 |       |       | 55.43     | Q    |
| 8         | B      | Kätlin Tõllasson   | Estonia       | 53.67 | 54.83 | 54.00 | 54.83     | q    |
| 9         | B      | Li Wen-Hua         | Taipei Cinese | 27.87 | 53.72 | x     | 53.72     | q    |
| 10        | B      | Lidia Augustyniak  | Polonia       | x     | x     | 53.14 | 53.14     | q    |
| 11        | A      | Agnes Esser        | Canada        | 47.66 | 50.53 | 52.69 | 52.69     | q    |
| 12        | A      | Salla Sipponen     | Finlandia     | x     | 51.49 | x     | 51.49     | q    |
| 13        | A      | Kathrine Bebe      | Danimarca     | 49.57 | 50.99 | 50.89 | 50.99     |      |
| 14        | B      | Ailen Armada       | Argentina     | x     | 45.82 | 49.54 | 49.54     |      |
| 15        | B      | Christine Bohan    | Stati Uniti   | 49.49 | 48.09 | x     | 49.49     |      |
| 16        | A      | Wang Lan           | Cina          | x     | 49.39 | 46.05 | 49.39     |      |
| 17        | A      | Renata Petkova     | Bulgaria      | 46.04 | 45.81 | 47.59 | 47.59     |      |
| 18        | A      | Ivana Gallardo     | Cile          | x     | 46.27 | 43.80 | 46.27     |      |
| 19        | B      | Ieva Zarankaitė    | Lituania      | 45.91 | x     | x     | 45.91     |      |
| 20        | A      | Stephanya Gómez    | Perù          | x     | 35.14 | x     | 35.14     |      |

### Finale
| Posizione | Atleta             | Nationalità   | #1    | #2    | #3    | #4    | #5    | #6    | Risultato | Note |
| --------- | ------------------ | ------------- | ----- | ----- | ----- | ----- | ----- | ----- | --------- | ---- |
|           | Kristin Pudenz     | Germania      | 59.09 | x     | 58.73 | 56.97 | x     | x     | 59.09     |      |
|           | Valarie Allman     | Stati Uniti   | x     | 49.37 | 55.83 | 53.66 | 58.36 | 52.83 | 58.36     |      |
|           | Taryn Gollshewsky  | Australia     | 53.82 | x     | 53.81 | x     | 58.11 | x     | 58.11     |      |
| 4         | Daria Zabawska     | Polonia       | 54.25 | 56.58 | x     | x     | 54.41 | x     | 56.58     |      |
| 5         | Stefania Strumillo | Italia        | 50.39 | 55.37 | 56.16 | x     | x     | x     | 56.16     |      |
| 6         | Kaur Kamalpreet    | India         | 46.27 | 55.07 | 53.15 | 54.99 | x     | x     | 55.07     |      |
| 7         | Kätlin Tõllasson   | Estonia       | 52.98 | x     | x     | 50.84 | 53.16 | x     | 53.16     |      |
| 8         | Salla Sipponen     | Finlandia     | 51.87 | 53.03 | x     | 49.19 | 53.13 | 49.04 | 53.13     |      |
| 9         | Lidia Augustyniak  | Polonia       | 52.37 | x     | 52.91 |       |       |       | 52.91     |      |
| 10        | Ischke Senekal     | Sudafrica     | 52.87 | x     | 49.60 |       |       |       | 52.87     |      |
| 11        | Li Wen-Hua         | Taipei Cinese | 49.85 | 51.73 | x     |       |       |       | 51.73     |      |
| 12        | Agnes Esser        | Canada        | 47.22 | 48.24 | 49.93 |       |       |       | 49.93     |      |